# Serrabrancaïta
La serrabrancaïta és un mineral de la classe dels fosfats, que pertany al grup de la kieserita. Va rebre el seu nom per Thomas Witzke, Reinhard Wegner, Thomas Doering, Herbert Pöllmann i Walter Schuckmann, de la seva localitat tipus, la pegmatita Serra Branca, al Brasil Arxivat 2013-08-26 a Wayback Machine..

## Característiques
La serrabrancaïta és un fosfat de fórmula química MnPO₄(H₂O). Cristal·litza en el sistema monoclínic. La seva duresa a l'escala de Mohs és 3,5. És isostructural amb la kieserita.
Segons la classificació de Nickel-Strunz, la serrabrancaïta pertany a «08.CB - Fosfats sense anions addicionals, amb H₂O, només amb cations de mida mitjana, RO₄:H₂O = 1:1» juntament amb els següents minerals: hureaulita, sainfeldita, vil·lyael·lenita, nyholmita, miguelromeroïta, fluckita, krautita, cobaltkoritnigita, koritnigita, yvonita, geminita, schubnelita, radovanita, kazakhstanita, kolovratita, irhtemita i burgessita.

## Formació i jaciments
Va ser descoberta l'any 2000 a la pegmatita Serra Branca, a Pedra Lavrada, a la regió de Borborema (Paraíba, Brasil). També ha estat descrita a Conselheiro Pena (Minas Gerais, Brasil), a Piława Górna (Baixa Silèsia, Polònia), a Buranga (Província de l'oest, Ruanda) i a Winterham (Virgínia, Estats Units).